# Fachanwaltsordnung
Die Fachanwaltsordnung (FAO) ist eine Berufsordnung nach § 59a Abs. 2 Nr. 2a BRAO, die die besonderen Berufspflichten im Zusammenhang mit dem Führen der Fachanwaltsbezeichnung in Deutschland näher regelt, insbesondere die  zugelassenen Fachanwaltsbezeichnungen sowie die Voraussetzungen und das Verfahren für ihre Verleihung. Rechtsgrundlage ist § 43c Abs. 1 Satz 2 BRAO. Die Satzungsversammlung der Bundesrechtsanwaltskammer erlässt die FAO als Satzung (§ 191a Abs. 2 BRAO).
Derzeit gibt es Fachanwaltsbezeichnungen für dreiundzwanzig Rechtsgebiete. Gültig ist die Fassung vom 1. Oktober 2023.